# Sybra pseudomarmorata
Sybra pseudomarmorata är en skalbaggsart som beskrevs av Stefan von Breuning 1940. Sybra pseudomarmorata ingår i släktet Sybra och familjen långhorningar.
Artens utbredningsområde är Filippinerna. Inga underarter finns listade i Catalogue of Life.